# Тазіма-Мару
Тазіма-Мару (Tazima Maru) — транспортне судно, яке під час Другої світової війни брало участь у операціях японських збройних сил на Тихому океані.
Судно спорудили як «Таджима-Мару» (Tajima Maru) в 1916 році на верфі Kawasaki у Кобе для компанії Nippon Yusen Kaisha. У 1938-му назву уточнили до «Тазіма-Мару» (Tazima Maru).
У вересні 1941-го судно реквізували для потреб Імперської армії Японії.
18 грудня 1941-го «Тазіма-Мару» та ще 26 транспортів вийшли з Такао (наразі Гаосюн на Тайвані). Це транспортне угруповання становило перший ешелон сил вторгнення на Лусон (всього у трьох ешелонах прямувало 76 суден). 24 грудня японські сили досягли Філіппін та почали висадку в затоці Лінгайєн.
У лютому 1942-го судно увійшло до загону, що мав перевезти десант на острів Суматра (тоді Нідерландська Ост-Індія). 12 лютого «Тазіма-Мару» та ще 7 транспортів вийшли із затоки Камрань (Південний В'єтнам), маючи на борту сім рот зі складу 229-го полку 38-ї дивізії Імперської армії Японії, а також артилерійські, інженерні та медичні підрозділи. 15 лютого конвой досяг порту Мунток (острів Бангка поблизу східного узбережжя Суматри) та успішно висадив війська.
Станом на початок жовтня 1943-го судно перебувало в Балікпапані (центр нафтової промисловості на східному узбережжі острова Борнео), звідки 5—10 жовтня пройшло в конвої № 2608 до Палау (важливий транспортний хаб на заході Каролінських островів). 20—28 жовтня «Тадзіма-Мару» пройшло з Палау до Рабаула (головна база в архіпелазі Бісмарка, з якої японці провадили операції на Соломонових островах та сході Нової Гвінеї) в конвої SO-002, а 9 листопада вийшло у зворотній шлях в конвої O-802. Далі 28 листопада — 7 грудня судно в конвої FU-009 перейшло з Палау до японського порту Саєкі.
На початку березня 1944-го судно в корейському порту Пусан узяло на борт військовослужбовців, а 12 березня — 1 квітня здійснило круговий рейс з Токійської затоки до острова Сайпан (голвона японська база на Маріанських островах) у складі конвою «Хігасі-Мацу № 2» (складова частина конвойної операції «Хігасі-Мацу», яку провадили для перекидання підкріплень гарнізонам у Мікронезії).
Невдовзі судно залучили до операції «Таке № 1», що мала за мету перекидання двох піхотних дивізій на південь Філіппін та захід Нової Гвінеї. 21 квітня 1944-го «Таке № 1» полишив Шанхай, при цьому на борту «Тазіма-Мару» перебували 2714 військовослужбовців 35-ї піхотної дивізії (мала бути доправлена на Нову Гвінею). На переході конвой неодноразово ставав ціллю для ворожих підводних човнів та зазнав важких втрат. 6 травня 1944-го «Таке № 1» перебував уже в південно-західній частині моря Сулавесі. За годину по опівдні його атакувала американська субмарина USS Gurnard, яка дала два триторпедні залпи та змогла потопити два транспорти. Одним із уражених суден стало «Тазіма-Мару», разом з яким загинуло 12 членів екіпажу та лише 58 військовослужбовців.